# Lillsundet
Lillsundet este o arie protejată (arie specială de conservare — SAC, sit de importanță comunitară — SCI) din Finlanda întinsă pe o suprafață de 7,46 ha, integral pe uscat.

## Localizare
Centrul sitului Lillsundet este situat la coordonatele 60°10′14″N 19°39′10″E / 60.170556°N 19.652778°E.

## Înființare
Situl Lillsundet a fost declarat sit de importanță comunitară în mai 2000 pentru a proteja un număr necunoscut de specii din flora spontană și fauna sălbatică aflate în arealul zonei. Situl a fost protejat și ca arie specială de conservare în decembrie 2015.

## Biodiversitate
Situată în ecoregiunea boreală, aria protejată conține 1 habitat natural: Lagune de coastă.
La baza desemnării sitului se află un număr nedeclarat de specii protejate.